# Ani à bec cannelé
Crotophaga sulcirostris
Espèce
Statut de conservation UICN

 LC  : Préoccupation mineure
Répartition géographique
L'Ani à bec cannelé (Crotophaga sulcirostris) est une espèce d'oiseau de la famille des Cuculidae.

## Description

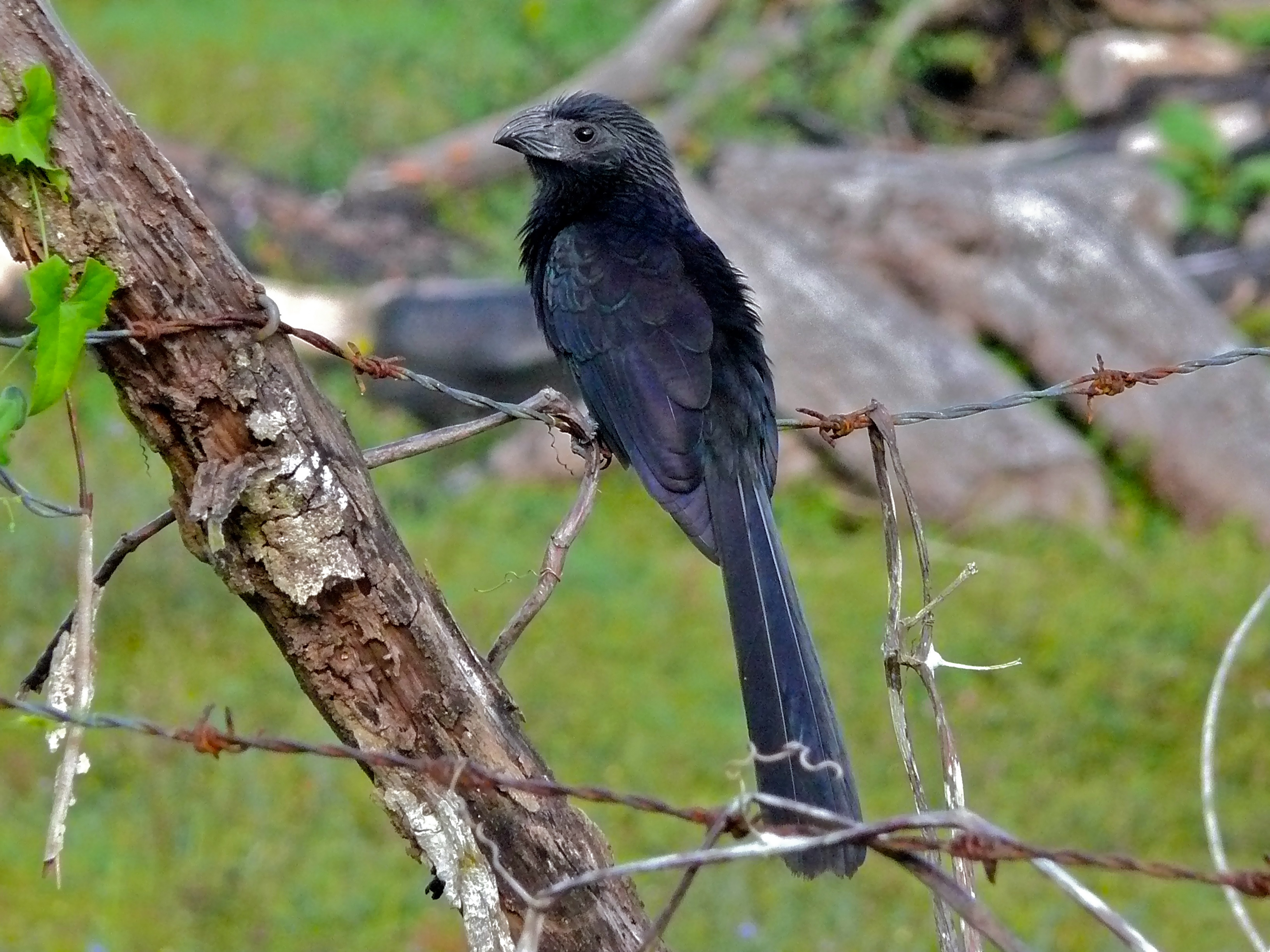
Ani à bec cannelé (Belize)

Cet oiseau mesure environ 30 cm de longueur. Son plumage est entièrement noir. Son fort bec noir est sillonné (d'où son nom spécifique) et comprimé latéralement, ce qui lui donne un profil particulier, mais cependant moins haut que celui de l'Ani à bec lisse. Sa longue queue semble désarticulée.

## Répartition
Son aire s'étend du sud du Texas, à travers le Mexique et l'Amérique centrale, puis dans les régions côtières jusqu'au nord du Chili et au Venezuela.

## Habitat
Il fréquente les milieux relativement ouverts jusque 2 300 m d'altitude.

## Alimentation
Cet oiseau se nourrit surtout d'invertébrés fréquemment en groupes lâches et en suivant le bétail.

## Nidification
La nidification est collective puisque quelques femelles pondent dans le même nid.